# 気骨の判決
『終戦特集ドラマ・気骨の判決』（しゅうせんとくしゅうドラマきこつのはんけつ）は、日本のNHK総合テレビで、2009年8月16日の21:00 - 22:30（JST）に『NHKスペシャル』として放送されたテレビドラマの特別番組である。制作はNHK名古屋放送局が担当した。

## 概要
第二次世界大戦中の日本における鹿児島2区選挙無効事件で、唯一「選挙無効」の判決を下した裁判官の吉田久について描いたものである。
冒頭部で判決原本が登場する。この判決原本は、戦後編纂された大審院民事判例集に掲載されなかったことから、東京大空襲で大審院の建物とともに焼失したとされて判決文の写ししか残っていなかった「幻の判決文」と言われていたところ、2006年夏に最高裁判所の倉庫で61年ぶりに発見されたものである。

## ストーリー
1942年におこなわれた第21回衆議院議員総選挙では、各地で翼賛政治体制協議会の推薦を受けなかった候補に対する露骨な選挙干渉がおこなわれ、その結果落選した多くの候補者から選挙無効の訴えが選挙後、大審院におこされた。鹿児島2区から立候補し、落選した兼吉征司もまた大審院に選挙無効の訴えを起こし、大審院判事・吉田久がこの事件を担当することとなった。吉田は事件を担当する他の判事と共に、調査のために鹿児島県へと向かうが、判事団に対して県民たちは敵意をむき出しにした。
やがて、吉田が滞在する旅館に、何者かが、鹿児島県知事・木島浅雄が県下の教育関係者に対して出した、翼賛政治体制協議会の推薦候補への支持を呼びかける手紙を投げ込む。これを重要な証拠と見た吉田は国民学校長・伊地知健吉の反対を押し切って、木島を証人として裁判所に呼び出す。鹿児島を離れる前、吉田は伊地知と話し合い、実は伊地知が子ども思いの教師であり、教え子や地元の人びとを思って、翼賛政治体制協議会に協力したことを知る。
東京に戻った吉田は、やがて、警視総監に昇進した木島と再会する。木島は伊地知が自殺したことを伝え、自分の意志を貫こうとする吉田のやり方が周囲の人間を不幸にしていると暗に責める。それ以来、吉田や周囲の人びとに有形・無形の圧力が加えられていく。

## 出演者
- 吉田久 - 小林薫（裁判長、第三民事部長）
- 西尾智紀 - 田辺誠一（第三民事部判事）
- 松浦キク - 京野ことみ（鹿児島出張尋問の証人〔女給〕）
- 梶原忍 - 田中哲司（第三民事部判事）
- 佐久間渡 - 小市慢太郎（特高刑事）
- 水上三郎 - 小林隆（鹿児島出張尋問の証人〔助役〕）
- 広田参吉 - 村松利史（鹿児島出張尋問の証人）
- 山内文兵衛 - 神戸浩（鹿児島出張尋問の証人〔理容業〕）
- 木島浅雄 - 篠井英介（鹿児島県知事〔薄田美朝がモデル〕）
- 林倫太郎 - 岡本信人（鹿児島地裁所長）
- 兼吉征司 - 渡辺哲（前衆議院議員〔冨吉栄二がモデル〕）
- 中村練一 - 田山涼成（第一民事部長〔豊水道雲がモデル〕）
- 末松和之 - 利重剛（第三民事部判事）
- 小川健太郎 - 藤木孝（第四民事部長〔古川源太郎がモデル〕）
- 阿部達夫 - 多田木亮佑（第二民事部長〔矢部克己がモデル〕）
- 東條英機 - 岩崎ひろし
- 竹下正弘 - 山本圭（司法大臣）
- 吉田節子 - 麻生祐未（吉田の妻）
- 児玉高臣 - 石橋蓮司（大審院長）
- 伊地知健吉 - 國村隼（鹿児島出張尋問の証人〔国民学校校長〕）

## スタッフ
- 原案：清永聡『気骨の判決 -東条英機と闘った裁判官-』（新潮選書）
清永はNHKの記者で、本の出版はドラマ放送の1年前。清水は初回放送時点では大分局放送部（報道）ニュースデスクであったが（現在はNHK解説委員）、ドラマ制作は前述のように名古屋局が担当した。
- 作：西岡琢也
- チーフプロデューサー：磯智明
- 演出：柳川強
- 音楽：加古隆
- 制作著作：NHK名古屋放送局